# グアイフェネシン
グアイフェネシン（Guaifenesin）は、気道に絡んだ痰を咳で出しやすくする医薬品（去痰薬）である。咳を抑える効果があるかは不明である。6歳未満の子供への使用は勧められない。他の薬と併用されることが多い。米国での投与法は経口である。日本で承認されている用法は皮下または筋肉内注射である。
副作用には、めまい、眠気、皮膚発疹、吐き気などがあげられる。妊娠中の人への投与の適正性は研究されていないが、安全とみられる。
作用機序は気道分泌物をより液体化し、気道に付き難くする事で効果があると考えられる。
グアイフェネシンは、遅くても1933年には医薬品として使用されてきた。後発医薬品の一般用医薬品として入手できる。米国での卸売価格は1投与あたり0.10米ドル未満である。

## 効能・効果
感冒、急性気管支炎、慢性気管支炎、肺結核、上気道炎（咽喉頭炎、鼻カタル）における咳嗽および喀痰喀出困難

## 副作用
食欲不振（5%未満）、悪心（5%未満）、胃部不快感

## 薬理作用
イヌ気管粘膜の刺激による咳嗽に対して持続的な抑制効果が認められる。
トレンデレンブルグ氏法による摘出牛気管支筋に対して弛緩作用を示す。
ウサギ視床下部電気刺激による疾走反応に対して抑制効果を示す。
イヌ摘出気管を用いたin vitroの実験で、気管腺の分泌機能に対して促進作用を示す。